# Glaphyria fulminalis
Glaphyria fulminalis là một loài bướm đêm thuộc họ Crambidae. Nó được tìm thấy ở phần phía đông của Hoa Kỳ, từ Connecticut tới Florida, phía tây đến Texas và Illinois.
Sải cánh dài khoảng 11 mm. Con trưởng thành bay từ tháng 5 đến tháng 8.